# Alessandro Tonelli
Alessandro Tonelli (Brescia, 29 mei 1992) is een Italiaans wielrenner die anno 2025 rijdt voor Team Polti VisitMalta.

## Biografie
Bij de junioren won Tonelli onder andere de Trofeo Emiliano Paganessi en bij de beloften onder andere de Trofeo Matteotti. Sinds 2015 rijdt hij als prof bij Bardiani CSF. Voor deze ploeg reed hij meerdere Italiaanse koersen, zoals Milaan-San Remo, Ronde van Lombardije en Strade Bianche. In 2018 reed hij de Ronde van Italië, zijn eerste grote ronde. Dat jaar won hij ook zijn enige profkoers, de 4e etappe van de Ronde van Kroatië, door op de enige klim van de etappe weg te springen uit een kopgroep van zeven man. In de slotfase hield hij het peloton achter zich en won zo de etappe.
In 2019 kwam Tonelli zwaar ten val in de Ronde van Qinghai Lake, omdat hij een wegafzetting had geraakt. In eerste instantie werd er gedacht dat het enkel om hoofdletsel, een gebroken rib en een gebroken schouderblad ging. Hij bleek echter negen ribben gebroken te hebben en last te hebben van een klaplong. Hierdoor zat hij ook nog twee weken vast in China
In 2020 reed hij opnieuw de Ronde van Italië. 

## Overwinningen
2009
Trofeo Emiliano Paganessi, Junioren
2014
Trofeo Matteotti, Beloften
2018
4e etappe Ronde van Kroatië
2024
1e etappe Ronde van Valencia

## Resultaten in voornaamste wedstrijden
| Jaar | Ronde van Italië | Ronde van Frankrijk | Ronde van Spanje |
| ---- | ---------------- | ------------------- | ---------------- |
| 2015 |                  |                     |                  |
| 2016 |                  |                     |                  |
| 2017 |                  |                     |                  |
| 2018 | opgave           |                     |                  |
| 2019 |                  |                     |                  |
| 2020 | 51e              |                     |                  |
| 2021 |                  |                     |                  |
| 2022 | 52e              |                     |                  |
| 2023 | 42e              |                     |                  |
| 2024 | 41e              |                     |                  |
| 2025 | 48e              |                     |                  |

| Jaar | Milaan-San Remo | Gent-Wevelgem | Amstel Gold Race | Ronde van Lombardije | Strade Bianche |
| ---- | --------------- | ------------- | ---------------- | -------------------- | -------------- |
| 2015 |                 |               |                  | 66e                  |                |
| 2016 | 177e            | opgave        | opgave           |                      | 82e            |
| 2017 |                 |               |                  | opgave               | opgave         |
| 2018 | 114e            |               |                  | 84e                  |                |
| 2019 | 158e            |               | opgave           |                      |                |
| 2020 | 117e            |               |                  |                      | opgave         |
| 2021 | 106e            |               |                  |                      | 92e            |
| 2022 | 67e             | opgave        | opgave           | 93e                  |                |
| 2023 | 101e            |               |                  | opgave               | opgave         |
| 2024 | 66e             |               |                  | 75e                  |                |
| 2025 |                 |               |                  |                      |                |

## Ploegen
- 2015 –  Bardiani CSF
- 2016 –  Bardiani CSF
- 2017 –  Bardiani CSF
- 2018 –  Bardiani CSF
- 2019 –  Bardiani CSF
- 2020 –  Bardiani-CSF-Faizanè
- 2021 –  Bardiani-CSF-Faizanè
- 2022 –  Bardiani-CSF-Faizanè
- 2023 –  Green Project-Bardiani-CSF-Faizanè
- 2024 –  VF Group-Bardiani CSF-Faizanè
- 2025 –  Team Polti VisitMalta

Andreetta · Barbin · Battaglin · Boem · Bongiorno · Chirico · Colbrelli · Manfredi · Piechele · Pirazzi · Ruffoni · Simion · L.Sterbini · S.Sterbini · Tonelli · Zardini
Andreetta · Barbin · Boem · Bongiorno · Chirico · Ciccone · Colbrelli · Maestri · Pirazzi · Rota · Ruffoni · Simion · L.Sterbini · S.Sterbini · Tonelli · Velasco · Zardini
Albanese · Andreetta · Barbin · Boem · Bresciani · Ciccone · Maestri · Maronese · Pacinotti · Pirazzi · Rota · Ruffoni · Simion · Sterbini · Tonelli · Velasco · Wackermann · Zardini · Fortunato (stagiair) · Orsini (stagiair)
Albanese · Andreetta · Barbin · Bresciani · Carboni · Ciccone · Guardini · Maestri · Maronese · Orsini · Rota · Savini · Senni · Simion · Sterbini · Tonelli · Wackermann
Albanese · Barbin · Bresciani · Carboni · Covili · Guardini · Maestri · Maronese · Orsini · Pessot · Romano · Rota · Savini · Senni · Simion · Tonelli · Wackermann
Battaglin · Bonillo · Cañaveral · Colnaghi · Covili · El Gouzi · Fiorelli · Gabburo · Marcellusi · Martinelli · Mazzucco · Modolo · Mulubrhan (vanaf 21/4) · Nieri · Pellizzari · Pinarello · Rastelli · Santaromita · Tarozzi · Tolio · Tonelli · Trainini (tot 5/4) · Visconti (tot9/3) · Zana · Zanoncello · Zoccarato · Magli (stagiair)
Bonillo · Colnaghi · Conforti · Covili · El Gouzi · Fiorelli · Gabburo · Lucca · Magli · Marcellusi · Martinelli ·  Mulubrhan · Nieri · Paletti · Pellizzari · Petrucci (tot 9/2) · Pinarello · Rastelli · Santaromita · Scalco · Scott (tot 20/7) · Tarozzi · Tolio · Tonelli · Zanoncello · Zoccarato · Cadena (stagiair) · Cavallo (stagiair) · Rojas (stagiair)
Biagini · Colnaghi · Conforti · Covili · Fiorelli · Gabburo · Lucca · Magli · Marcellusi · Martinelli · Paletti · Pellizzari · Pinarello · Pinazzi · Pozzovivo (vanaf 25/2) · Rojas · Scalco · Tarozzi · Tolio · Tonelli · Turconi · Zanoncello · Zoccarato